# Canton d'Abbeville-Nord
Le canton d'Abbeville-Nord est une ancienne division administrative française située dans le département de la Somme et la région Picardie.
Depuis le 29 mars 2015, ce canton n'existe plus.

## Représentation
| Régime                           | Début        | Fin                       | Conseiller               | Parti / Idéologie | Parti / Idéologie | Observation |
| -------------------------------- | ------------ | ------------------------- | ------------------------ | ----------------- | --- | --- |
| Monarchie de Juillet             | 1833         | 1842                      | Louis Hibon de Mervoy    |                   | | Ancien inspecteur des vivres, ancien payeur à la Grande Armée Chef de cohorte dans la garde nationale d'Abbeville Propriétaire, maire d'Abbeville (7/09/1830-1842) |
| Monarchie de Juillet             | 1842         | 1858                      | Joseph Maximilien Vayson |                   | Orléaniste | Manufacturier Maire d'Abbeville (1843-1848) Député (1846-1848) |
| IIe République                   | 1842         | 1858                      | Joseph Maximilien Vayson |                   | Orléaniste | Manufacturier Maire d'Abbeville (1843-1848) Député (1846-1848) |
| Second Empire                    | 1842         | 1858                      | Joseph Maximilien Vayson |                   | Orléaniste | Manufacturier Maire d'Abbeville (1843-1848) Député (1846-1848) |
| 1858                             | 1874         | Alexandre Courbet-Poulard |                          | Légitimiste       | Marchand de vin, Président de la Chambre de commerce Député (1871-1876), maire d'Abbeville (1871-1874)                                       | |
| 1858                             | 1874         | Alexandre Courbet-Poulard | IIIe République          | Légitimiste       | Marchand de vin, Président de la Chambre de commerce Député (1871-1876), maire d'Abbeville (1871-1874)                                       | |
| 1874                             | 1880         | Philippe Prarond          |                          | Républicain       | Propriétaire Maire d'Abbeville (1883-1884)                                                                                                   | |
| 1880                             | 1886         | Albert Carette            |                          | Républicain       | Maire d'Abbeville (1878-1881) Député (1882-1885)                                                                                             | |
| 1886                             | 1898         | Alexandre de Poilly       |                          | Républicain       | Propriétaire Maire d'Abbeville (1881-1883 et 1892-1896)                                                                                      | |
| 1898                             | 1900 (décès) | Georges Deray             |                          | Républicain       | Adjoint au Maire d'Abbeville | |
| 1900                             | 1938 (décès) | Émile Ternois             |                          | Parti radical     | Bâtonnier de l'Ordre de Avocats Élu lors d'une partielle en 1900, Député (1910-1932)                                                         | |
| 1939                             | 1940         | Paul Delique              |                          | Parti radical     | Maire d'Abbeville Élu lors d'une élection partielle le 23 janvier 1939                                                                       | |
| 1940-1944 - Occupation allemande |              |                           |                          |                   | | |
| IVe République                   | 1945         | 1949                      | Fernand Beaurain         |                   | Parti radical | Professeur de collège Adjoint au Maire d'Abbeville |
| IVe République                   | 1949         | 1955                      | Ernest Herman            |                   | DVD | Avoué Conseiller municipal d'Abbeville |
| IVe République                   | 1955         | 1970 (décès)              | Robert Viarre            |                   | SFIO | Directeur d'école Adjoint au Maire d'Abbeville, mort en cours de mandat                                                                                            |
| Ve République                    | 1955         | 1970 (décès)              | Robert Viarre            |                   | SFIO | Directeur d'école Adjoint au Maire d'Abbeville, mort en cours de mandat                                                                                            |
| 1970                             | 1998         | André Leduc               |                          | SFIO puis UDF-PSD | Instituteur Adjoint au Maire d'Abbeville | |
| 1998                             | 2015         | Gilbert Mathon            |                          | PS                | Conseiller d'orientation, Député de 2007 à 2012 Ancien conseiller municipal de Bernaville puis d'Abbeville Vice-Président du Conseil Général | |

### Conseillers d'arrondissement (de 1833 à 1940)
| Période                                  | Période      | Identité                                         | Étiquette | Qualité |
| ---------------------------------------- | ------------ | ------------------------------------------------ | --------- | --- |
| 1833                                     | 1842         | Clément Charles Hecquet de Roquemont (1779-1844) |           | Écuyer, propriétaire, ancien maire d'Abbeville                                                               |
|                                          |              |                                                  |           | |
| av.1888                                  |              | Alfred François                                  |           | Ancien avoué, maire d'Abbeville (1884-1892), suppléant du juge de paix                                       |
|                                          |              |                                                  |           | |
| 1911                                     | 1922 (décès) | Auguste Leroy                                    | Radical   | Ancien négociant, propriétaire à Abbeville                                                                   |
| 1922                                     | 1937         | Eugène Leroy (fils du précédent)                 | Radical   | Professeur d'Anglais au collège Courbet, adjoint au maire d'Abbeville, Président du Conseil d'arrondissement |
| 1937                                     | 1940         | Lucien Bourgois                                  | SFIO      | Mécanicien à la sucrerie d'Abbeville, conseiller municipal d'Abbeville                                       |
| 1940                                     |              |                                                  |           | Les conseils d'arrondissement ont été suspendus par la loi du 12 octobre 1940 et n'ont jamais été réactivés  |
| Les données manquantes sont à compléter. |              |                                                  |           | |

## Composition
| Communes               | Population (2012) | Code postal   | Code Insee |
| ---------------------- | ----------------- | ------------- | ---------- |
| Abbeville              | 24 567 (1)        | 80100 à 80109 | 80001      |
| Bellancourt            | 429               | 80132         | 80078      |
| Caours                 | 592               | 80132         | 80171      |
| Drucat                 | 861               | 80132         | 80260      |
| Grand-Laviers          | 372               | 80132         | 80385      |
| Neufmoulin             | 345               | 80132         | 80588      |
| Vauchelles-les-Quesnoy | 830               | 80132         | 80779      |

(1) fraction de commune.

## Démographie
| 1962 | 1968 | 1975 | 1982 | 1990 | 1999 | 2009 |
| ---- | ---- | ---- | ---- | ---- | ---- | ---- |
| -    | -    | -    | -    | -    | -    | -    |